# Monneacris fascipes
Monneacris fascipes är en insektsart som beskrevs av Christiane Amédégnato och Marius Descamps 1979. Monneacris fascipes ingår i släktet Monneacris och familjen gräshoppor. Inga underarter finns listade i Catalogue of Life.